# Mistrovství světa v házené mužů 1938
1. mistrovství světa  v házené o sedmi hráčích proběhlo ve dnech 5. - 6. února v Německu.
Mistrovství se zúčastnila čtyři mužstva. Hrálo se v jedné skupině systémem každý s každým. Hrací doba byla jen 2 x 15 minut - (v současnosti (2009) se hraje 2 x 30 minut). Na první hrací den přišlo osm tisíc a o den později deset tisíc diváků. Zajímavostí je, že před šampionátem se odehrálo pouze jediné (!) mezistátní utkání - 8. března 1935 v Kodani mezi Dánskem a Švédskem 12:18.

## Výsledky a tabulka
|    |          | GER  | AUT | SWE | DEN  | V | R | P | Skóre | B |
| 1. | Německo  | ***  | 5:4 | 7:2 | 11:3 | 3 | 0 | 0 | 23:9  | 6 |
| 2. | Rakousko | 4:5  | *** | 5:4 | 7:2  | 2 | 0 | 1 | 16:11 | 4 |
| 3. | Švédsko  | 2:7  | 4:5 | *** | 2:1  | 1 | 0 | 2 | 8:13  | 2 |
| 4. | Dánsko   | 3:11 | 2:7 | 1:2 | ***  | 0 | 0 | 3 | 6:20  | 0 |

 Německo -  Dánsko 11:2 (4:3)
5. února 1938 - Berlín
 Rakousko -  Švédsko 5:4 (2:2)
5. února 1938 - Berlín
 Švédsko -  Dánsko 2:1 (1:1)
6. února 1938 - Berlín
 Německo -  Rakousko 4:4 (4:2)
6. února 1938 - Berlín
 Rakousko -  Dánsko 7:2 (3:0)
6. února 1938 - Berlín
 Německo -  Švédsko 7:2 (3:1)
6. února 1938 - Berlín
| Poř. | Nejlepší střelci | Branky |
| ---- | ---------------- | ------ |
| 1.   | Hans Theiling    | 6      |
| 1.   | Ynge Lamberg     | 6      |